# Faysal bin Sa'ud Al Sa'ud
Fayṣal bin Saʿūd Āl Saʿūd (in arabo فيصل بن سعود بن عبد العزيز آل سعود‎?; Riad, 1926 – 8 dicembre 2012) è stato un principe e funzionario saudita, membro della famiglia reale Āl Saʿūd.

## Biografia
Il principe Faysal è nato a Riad nel 1926 ed era il settimo figlio di re Sa'ud. Sua madre era Salma bint Abd al-Aziz al-Ali. Ha frequentato le elementari e le medie nella città di Qatif e il liceo a Riad. Dal 1949 al 1953 ha studiato presso l'Università della California. È rientrato in patria con lo zio Abd al-Muhsin bin Abd al-Aziz. Dopo essere stato vicepresidente dell'ente del welfare giovanile per un breve periodo è entrato nel ministero della difesa. Poco dopo, nel 1954, è entrato nel ministero dell'interno, nell'ufficio che si occupa della Provincia Orientale. Nel 2003 si è ritirato dal lavoro.
Faysal bin Sa'ud è morto l'8 dicembre 2012.

## Vita personale
Il principe ha avuto sei mogli, tra cui al-Anud bint Abd Allah bin Abd al-Rahman, e venti figli, nove maschi e undici femmine.